# Domkyrkan i Gurk
[källa behövs]

Domkyrkan i Gurk är en före detta domkyrka i den österrikiska köpingen Gurk, och en av de konsthistoriskt mest betydelsefulla högromanska kyrkorna i Europa.[källa behövs]

## Kyrkobyggnaden
Domkyrkan byggdes mellan 1140 och 1220 som treskeppig pelarbasilika med tvåtornat västverk, tvärskepp, krypta och tre absider i öster. På 1400- och 1500-talen byggdes ett nätvalv i långhuset och i tvärskeppet, samt ett stjärnvalv i koret. De 60 meter höga tornen kröntes med barocka tornavslutningar år 1678. 
Den yttre förhallen är nästan helt och hållet täckt med gotiska vägg- och takmåleri från 1340. Till förhallen leder också västportalen från 1200, en av de bäst bevarade romanska portalerna i Österrike. På portalens dörrar finns rester av träreliefer från tidig 1200-tal. Ovanför förhallen på läktaren befinner sig biskopskapellet med unika senromanska fresker från andra hälften av 1200-talet.
Koret är förhöjt mot långhuset och under koret finns kryptan med Hemma av Gurks gravplats. 100 slanka pelare bär upp kryssvalvet i kryptan. 
Högaltaret med sina 72 snidade figurer och 82 änglahuvuden samt sidoaltaren skapades av Michael Hönel mellan 1625 och 1632 i barock stil. Korsaltaret från 1740 är ett verk av Georg Raphael Donner i senbarock. Även delar av predikstolen skapades av Donner.
Kyrkan är idag ortsförsamlingens huvudkyrka och välbesökt vallfartskyrka.

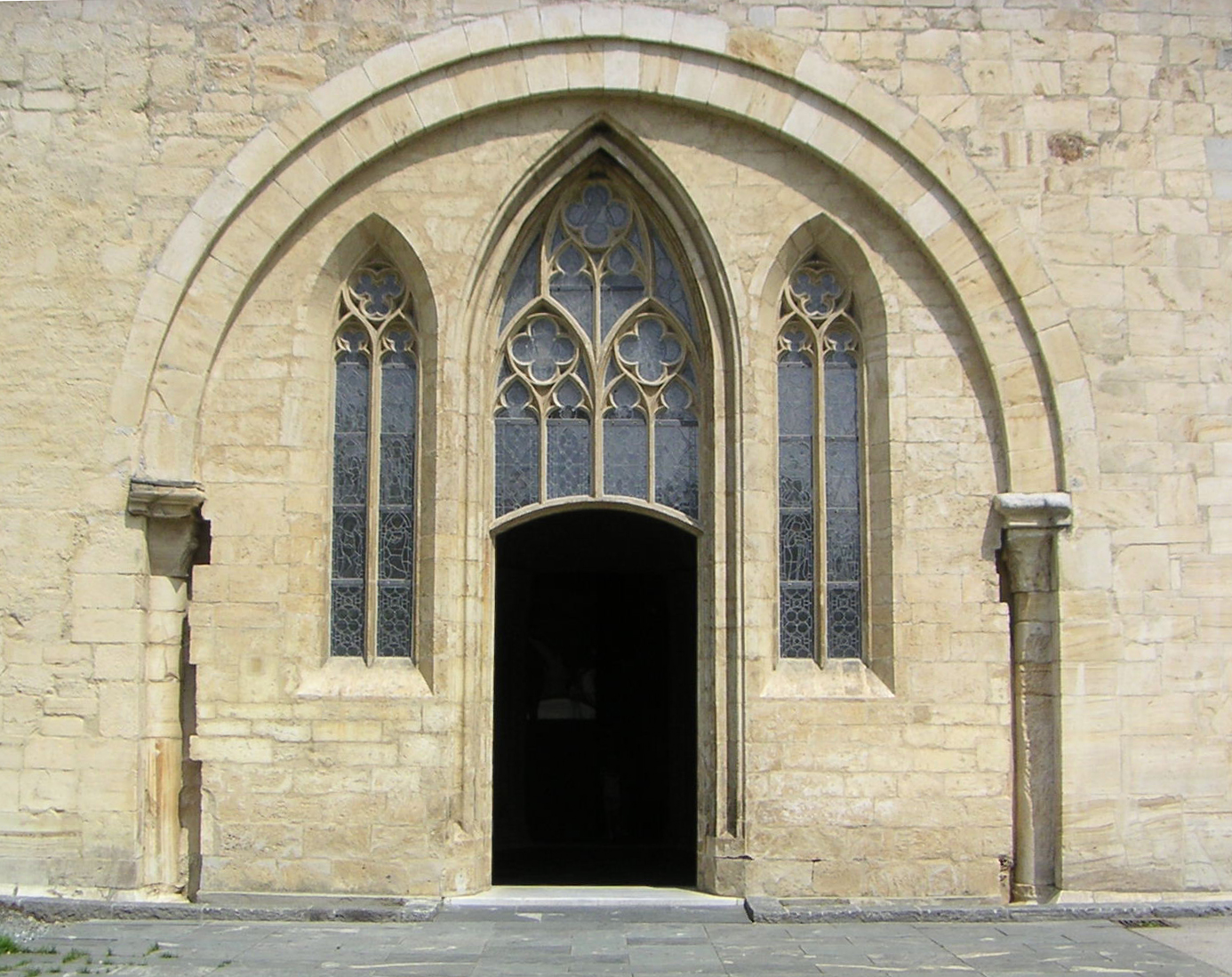
Huvudportalen
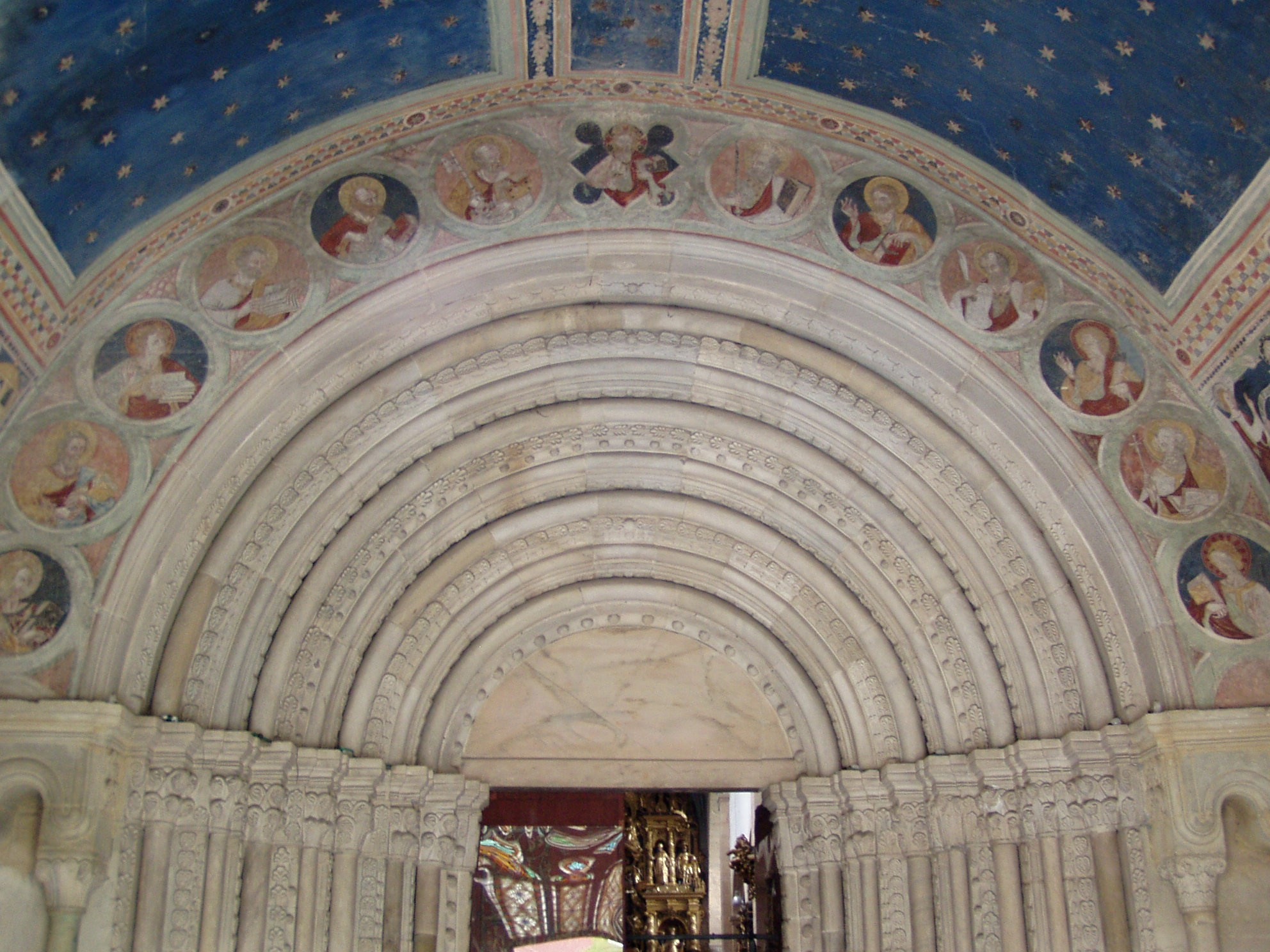
Västportalen
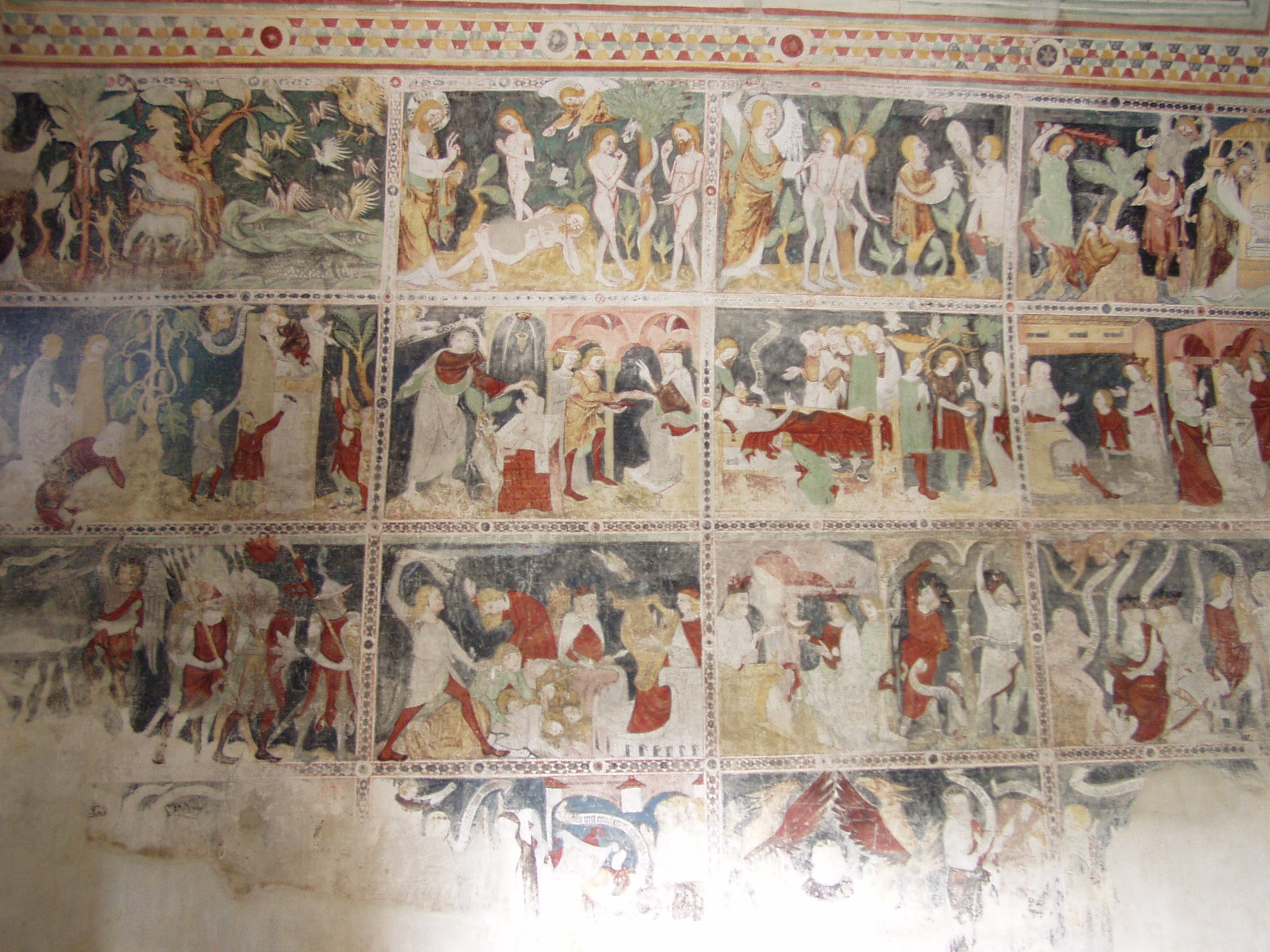
Förhallen
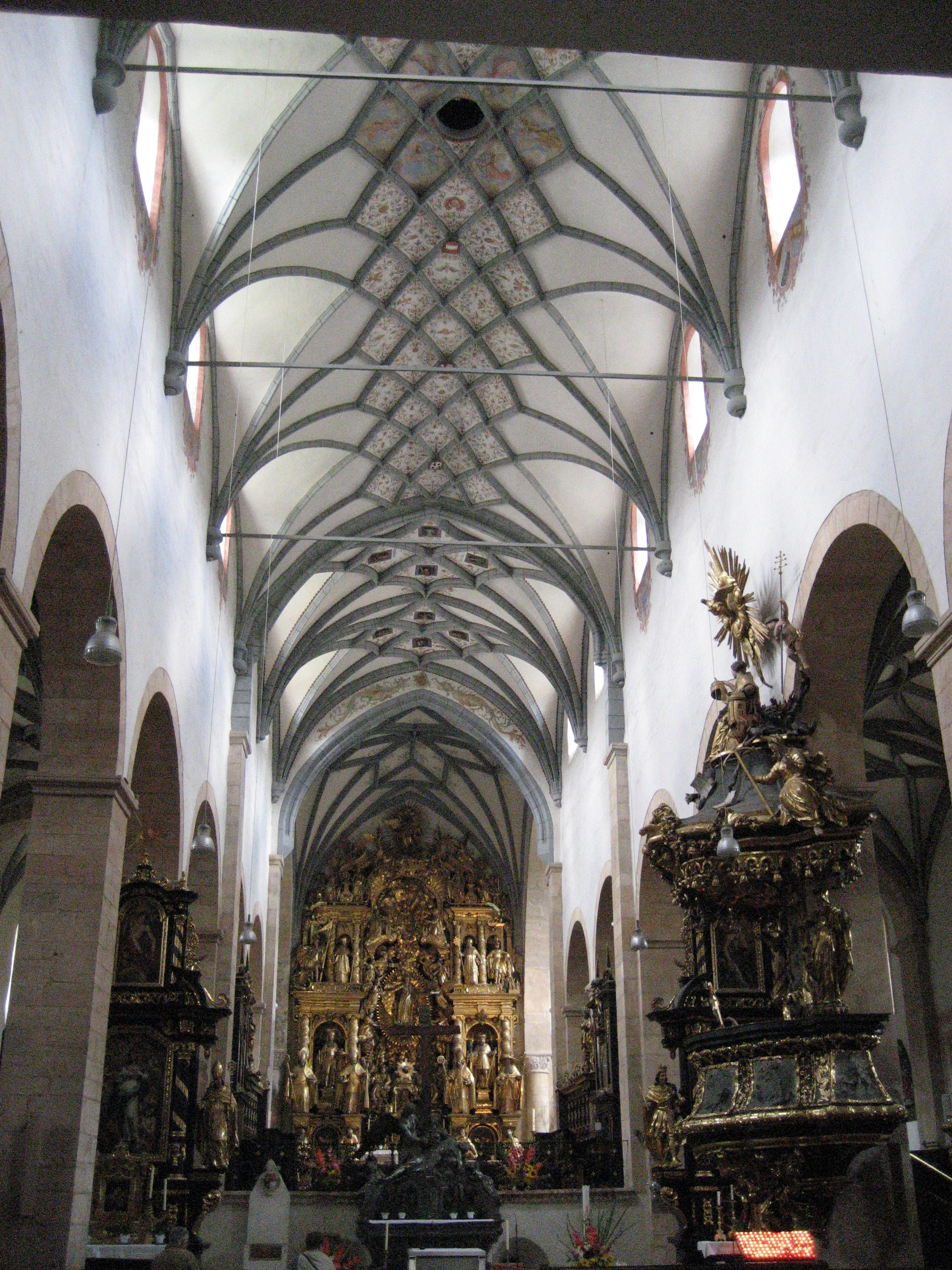
Långhuset
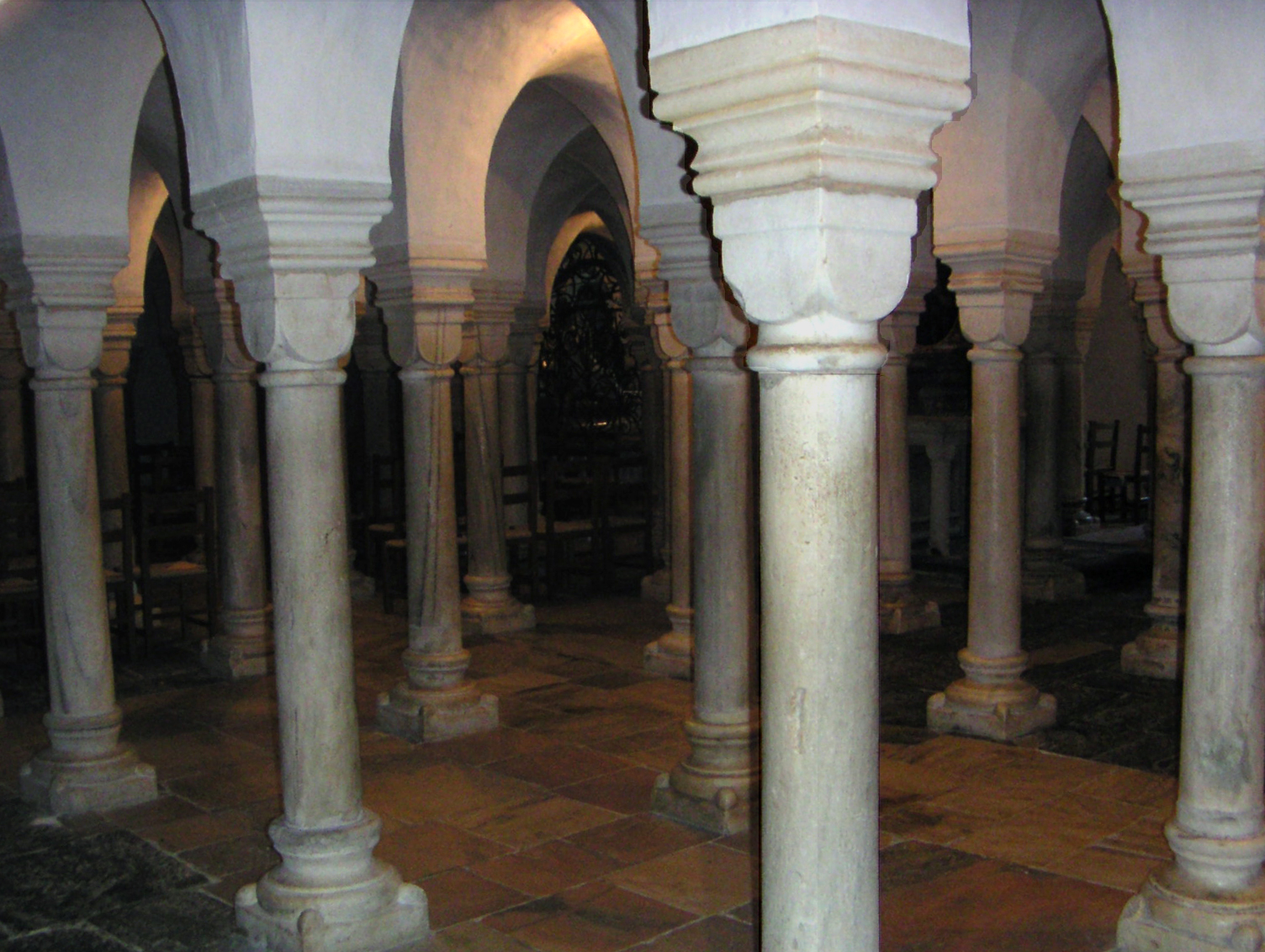
Kryptan
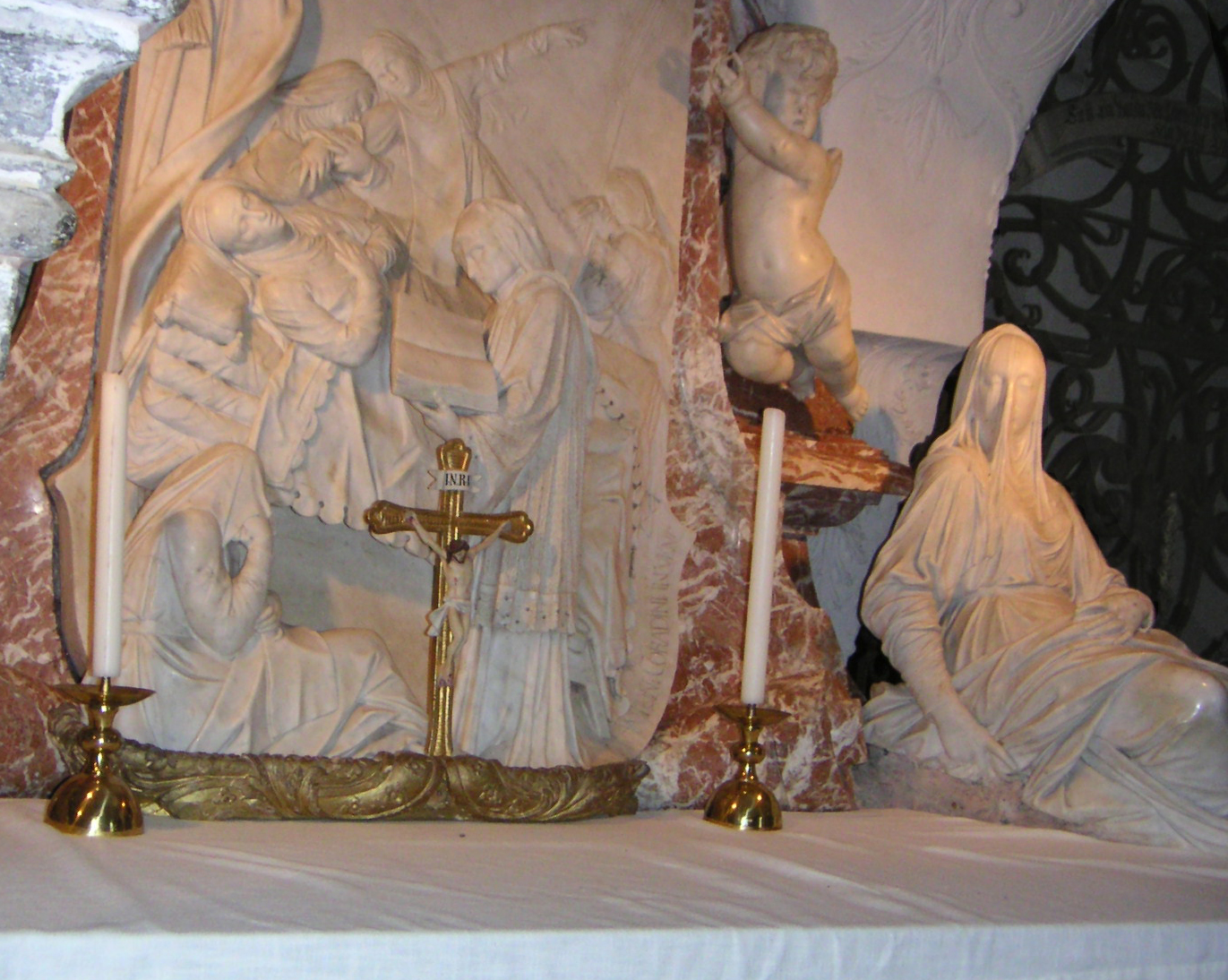
Hemma av Gurks gravplats
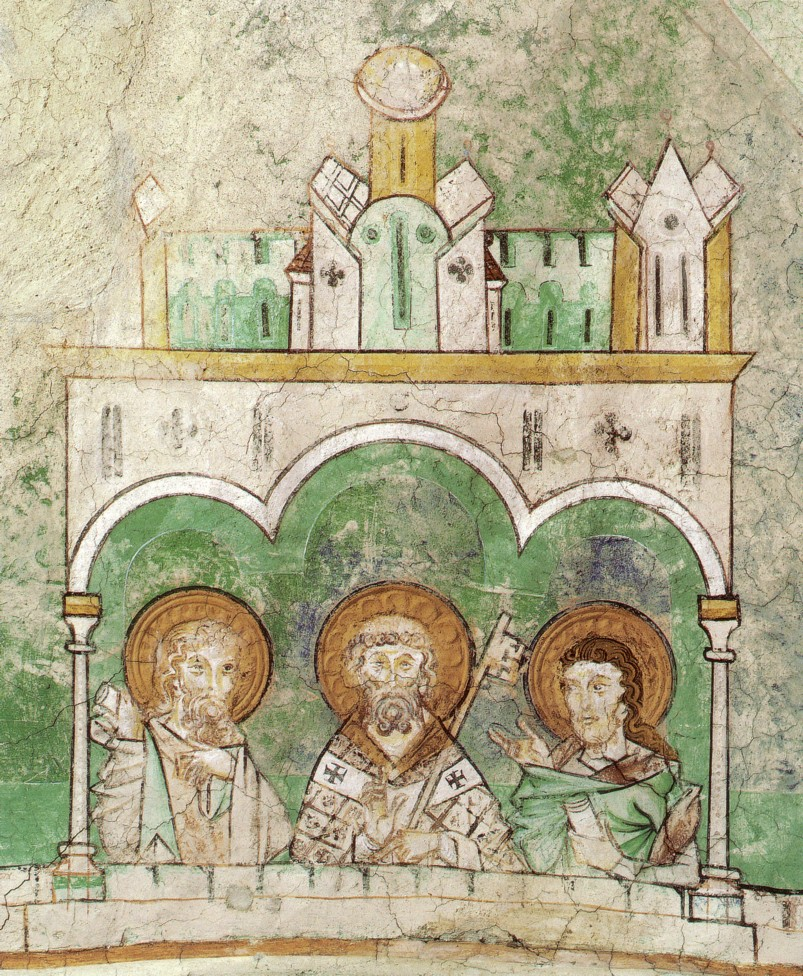
Biskopskapellet
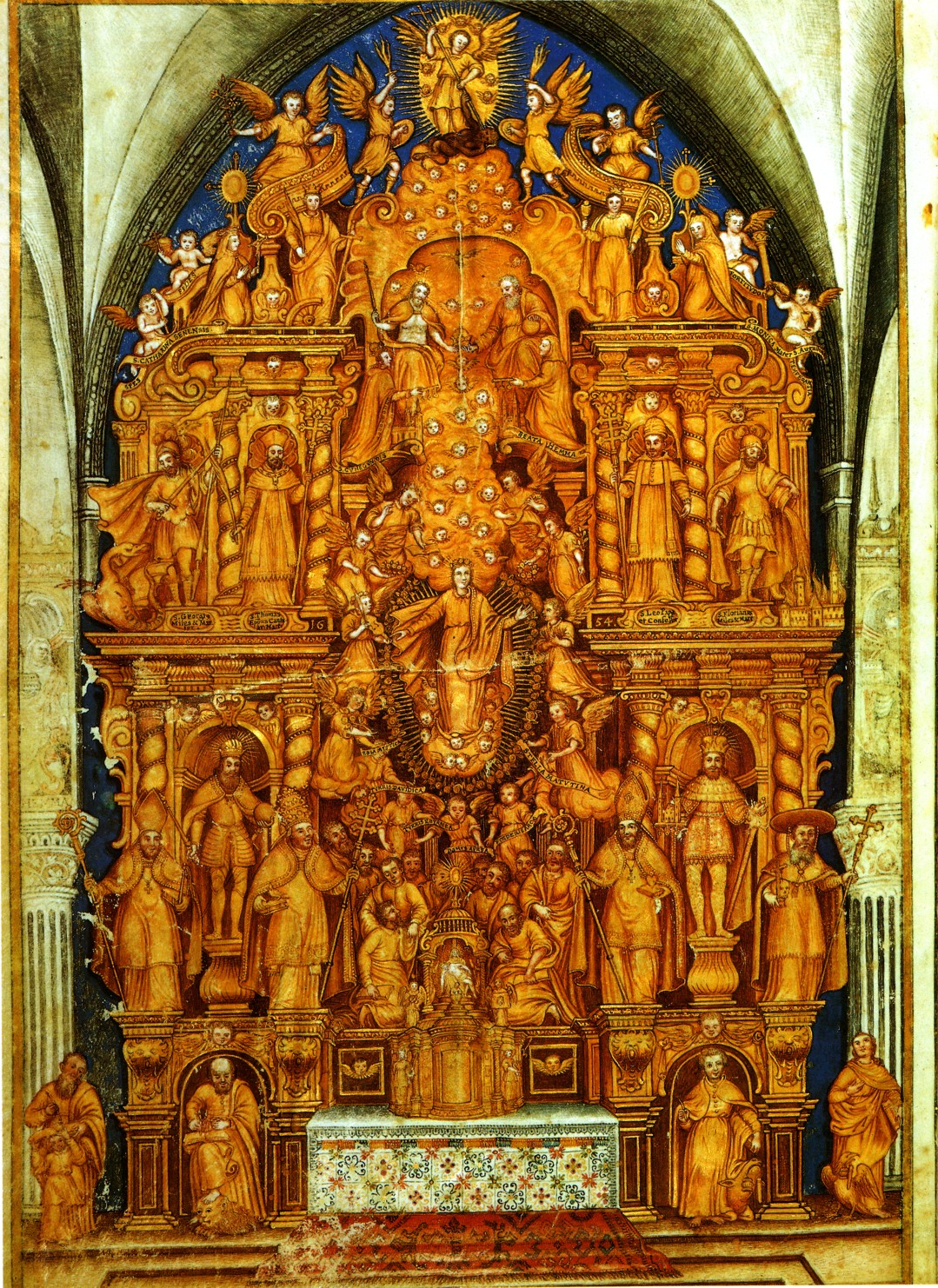
Högaltaret